# Миленбах (Аденау)
Миленбах (њем. Müllenbach) општина је у њемачкој савезној држави Рајна-Палатинат. Једно је од 74 општинска средишта округа Арвајлер. Према процјени из 2010. у општини је живјело 474 становника. Посједује регионалну шифру (AGS) 7131051.

## Географски и демографски подаци
Миленбах се налази у савезној држави Рајна-Палатинат у округу Арвајлер. Општина се налази на надморској висини од 465 метара. Површина општине износи 8,0 km². У самом мјесту је, према процјени из 2010. године, живјело 474 становника. Просјечна густина становништва износи 59 становника/km².